# 道の駅おがち
道の駅おがち（みちのえき おがち）は、秋田県湯沢市にある国道13号の道の駅である。愛称は小町の郷（こまちのさと）。

## 概要
1998年（平成10年）に新耐震基準で鉄骨造2階建ての施設として建設された。そして1999年（平成11年）4月14日に秋田県で13番目の道の駅として開駅した。
愛称の小町の郷は平安時代の歌人、小野小町にちなんで名付けられた。なお施設外観も平安時代の「市女笠」（女性の旅姿）をモチーフにデザインされた。2000年（平成12年）3月に「道の駅グランプリ2000」優秀賞を受賞。「小町の郷」にちなんで、「美人証明書」を発行している。「道の駅おがち「小町の郷」」として、平成12年度手づくり郷土賞受賞。

## 施設
駐車場の一部が国土交通省によるほかは、湯沢市（旧雄勝郡雄勝町）により以下の施設が整備されている。
- 駐車場
  - 普通車：46台
  - 大型車：15台
  - 身障者用：1台
- トイレ（いずれも24時間利用可能）
  - 男：大 5器、小 15器
  - 女：15器
  - 身障者用：2器
- 公衆電話：2台
- 公衆FAX：1台
- 物産館
特産品直売施設
レストラン（11:00 - 20:00 土日祝日：10:00 - 20:00 ラストオーダー19:30）
休憩室（24時間）
  - コインシャワー
  - 座敷コーナー
  - 情報コーナー

## 休館日
- 無休

## 隣接施設
小町の郷公園
小野小町伝説を内外に紹介するとともに市民の憩いの場として設置されている公園。面積約3.2ha。公園内に野外施設「小町舞台」がある。なお、閉業した民間植物園「小町芍薬苑」（湯沢市小野）のシャクヤク6千株のうち2千株について、2024年（令和6年）に小町の郷公園に移設する作業が進められた。
小町の郷観光交流拠点施設
農産加工品の開発、研修、販売を目的とした施設で、農産物直売所、観光交流センター、農産物加工研修センターで構成されている。

## アクセス
- 道路
  - 国道13号（国道344号・秋田県道311号羽後雄勝線重複）
  - 東北中央自動車道（湯沢横手道路） 雄勝こまちIC
- 鉄道
  - JR 奥羽本線 横堀駅